# Omphalophana pauli
Omphalophana pauli är en fjärilsart som beskrevs av Otto Staudinger 1891. Omphalophana pauli ingår i släktet Omphalophana och familjen nattflyn. Inga underarter finns listade i Catalogue of Life.